# 6 Days to Air: The Making of South Park
6 Days to Air: The Making of South Park ist eine Dokumentation über die Entstehung einer Folge von Comedy Centrals animierter Sendung South Park aus dem Jahr 2011.

## Handlung
Das Making-of zeigt, wie die South-Park-Erfinder Trey Parker und Matt Stone eine Woche lang an einer Folge ihrer Serie arbeiten. In der Dokumentation wird anhand einer aktuellen South-Park-Folge gezeigt, wie eine Folge innerhalb von sechs Tagen entsteht. Hier konzentriert man sich auf eine einzige Folge (HUMANCENTiPAD) und zeigt, was von der ersten Idee bis zu den letzten Drehbuchzeilen und Tonaufnahmen in den South Park Studios vor sich geht.